# В скорлупе
«В скорлупе» (англ. All in a Nutshell) — американский короткометражный мультфильм 1949 года, срежиссированный Джеком Ханной. Будучи частью серии мультфильмов про Дональда Дака, короткометражка была создана с помощью техниколора компанией Walt Disney Productions и выпущен RKO Pictures 2 сентября 1949 года.

## Сюжет
Дональд Дак открывает придорожное заведение, напоминающее гигантский грецкий орех, под названием «Don's Nut Butter», где продаёт ореховое масло. Сначала Дональд бросает несколько орехов в загрузочную воронку, которая извлекает плоды из скорлупы и преобразовывает их в масло. Затем запускается конвейер со множеством бутылок, заполняемых маслом. Вскоре Дональд замечает, что у него закончились орехи, из-за чего ему приходится идти за новыми.
Выйдя через заднюю дверь, он замечает Чипа и Дейла, собирающих орехи в рамках подготовки к предстоящей зиме. Дональд просверливает отверстие в дереве, где хранятся орехи, в результате чего содержимое ствола заполняет его ведро. Затем Дональд возвращается в своё кафе, чтобы продолжить изготовление масла. Чип и Дейл падают вниз через просверленное отверстие и обнаруживают оставшиеся орехи, разбросанные по земле. Пойдя по следу они замечают заведение Дака и, принимая его за настоящий орех, решают во что бы то ни стало вскрыть его. Перепробовав несколько способов проникнуть внутрь, они в конечном итоге скатывают со склона огромный валун, который проламывает крышу, к недовольству Дональда.
Затем бурундуки заглядывают в проломанное отверстие и наблюдают за процессом приготовления масла. Попробовав часть итогового продукта, Чип и Дейл принимаются обдумывать план по его краже. Сначала Дейл начинает передавать Чипу банки с маслом, однако затем лично садится на конвейер, решая отведать несколько порций продукта. В результате Дональд не замечает подмены и наклеивает на него этикетку, а затем прикрываете крышкой. Чип освобождает Дейла, после чего они возвращаются к краже банок, однако Дейл не успевает поднять одну из них, отчего банка падает на голову Дональда.
Дональд выбирается из отверстия сверху, однако бурундуки хватают его за шею двумя ветками, прежде чем тот успевает вылезти. Увидев, как Дейл с помощью конвейерной ленты крадёт оставшиеся банки, Дональд проламывает крышу кафе и бросается в погоню за бурундуками по окончании которой врезается в дерево и теряет сознание. Используя половинки орехов в качестве шлемов, бурундуки выбегают наружу и снимают Дака с дерева. Затем они относят его к свисающему со склона бревну и загружают Дональда в него. Дейл использует похожую на меч палку, чтобы срубить гнездо шершня, которое падает в дыру на бревне. Оба закрывают уши, поскольку смоделированное «выстрел» запускает Дональда на большое расстояние. Наблюдая за падением Дака в реку, Чип и Дейл снимают шлемы имитируя минуту молчания, после чего пускаются в пляс и начинают радоваться своей победе.

## Роли озвучивали
- Джимми Макдональд — Чип
- Десси Флинн — Дейл
- Кларенс Нэш — Дональд Дак

## Издания
11 декабря 2007 года мультфильм был выпущен в составе сборника Walt Disney Treasures: The Chronological Donald, Volume Three: 1947-1950.